# Marcin Gortat
Marcin Janusz Gortat (* 17. Februar 1984 in Łódź) ist ein ehemaliger polnischer Basketballspieler, der von 2007 bis 2019 in der nordamerikanischen Profiliga NBA aktiv war, zuletzt bei den Los Angeles Clippers.
Gortat ist der Sohn des Boxers Janusz Gortat.

## Europa
Gortat begann seine Karriere bei ŁKS Łódź in Polen. 2003 wechselte er mit 19 Jahren in die Basketball-Bundesliga zu RheinEnergie Köln. Anfangs nur sporadisch eingesetzt, entwickelte er sich zu einem Leistungsträger der Mannschaft, die 2006 Deutscher Meister sowie 2004, 2005 und 2007 Deutscher Pokalsieger wurde. Zudem wurde er im NBA-Draft 2005 von den Phoenix Suns in der zweiten Runde als 57. Spieler ausgewählt, jedoch wurden die Draft-Rechte an die Orlando Magic weitertransferiert. Er blieb aber bis 2007 in Deutschland, ehe er in die USA wechselte.

## NBA

### Orlando Magic (2007–2010)

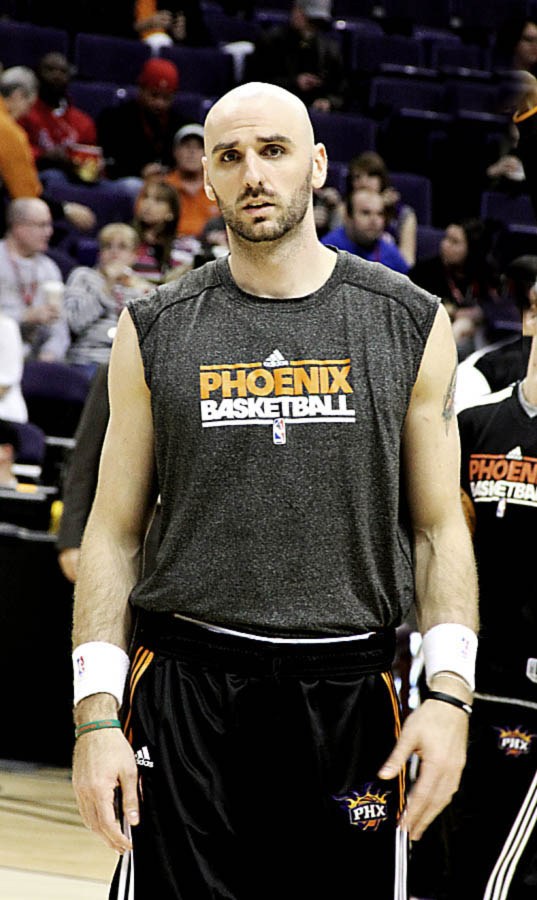
Gortat im Trikot der Phoenix Suns

Nach seinem Wechsel zu den Orlando Magic wurde Gortat zunächst für einige Spiele bei Anaheim Arsenal, einem „Farmteam“ der Magic in der NBA Development League (D-League) eingesetzt. Am 2. Dezember 2007 wurde er endgültig fest von den Magic in den Kader genommen. Er konnte sich jedoch nicht in die Rotation spielen und wurde in nur 6 Spielen eingesetzt (6,8 Minuten im Schnitt).
Das erste Mal konnte er am 15. Dezember 2008 auf sich aufmerksam machen, als er für den verletzten Dwight Howard startete und in 28 Minuten 16 Punkte und 13 Rebounds erzielte. 2008/09 spielte Gortat seine erste volle Saison als Ersatz-Center hinter Dwight Howard. In diesem Jahr erreichte er als erster polnischer Spieler die NBA Finals, welche allerdings gegen die Los Angeles Lakers verloren wurden.
Mit Aussicht auf mehr Spielzeit und einen Stammplatz, unterschrieb Gortat im Juli 2009 einen Vertrag bei den Dallas Mavericks. Da er jedoch Restricted Free Agent war, zogen die Magic mit dem Angebot gleich, worauf Gortat bei den Magic bleiben musste.

### Phoenix Suns (2010 bis 2013)
Im Dezember 2010 wurde er zusammen mit Vince Carter und Mickaël Piétrus von den Orlando Magic zu den Phoenix Suns transferiert. Im Gegenzug wechselten Jason Richardson, Hedo Türkoğlu und Earl Clark nach Orlando. Zunächst nur als Beigabe für Carter verpflichtet, spielte sich Gortat mit seiner physischen Spielweise in die Startaufstellung der Suns. Ihm gelangen 24 Double-Doubles in Punkten und Rebounds und er steigerte seine statistischen Werte von 4,0 Punkten und 4,7 Rebounds pro Spiel vor dem Trade bei den Magic, auf 13,0 Punkte und 9,3 Rebounds bei den Suns.
In der durch den Lockout auf 66 Spielen verkürzten Saison 2011/12 startete Gortat in allen Spielen und legte Karrierebestwerte in Punkten, Rebounds, Blocks und Steals hin. Er führte auch die teaminterne Statistik in Punkten und Rebounds an. In der Saison 2012/13 gelang Gortat beim 117:110-Sieg über die Charlotte Bobcats ein Karriererekord von sieben Blocks. Er verletzte sich jedoch im Februar am Knie und fiel für die verbliebenen 20 Spiele aus.

### Washington Wizards (2013 bis 2018)

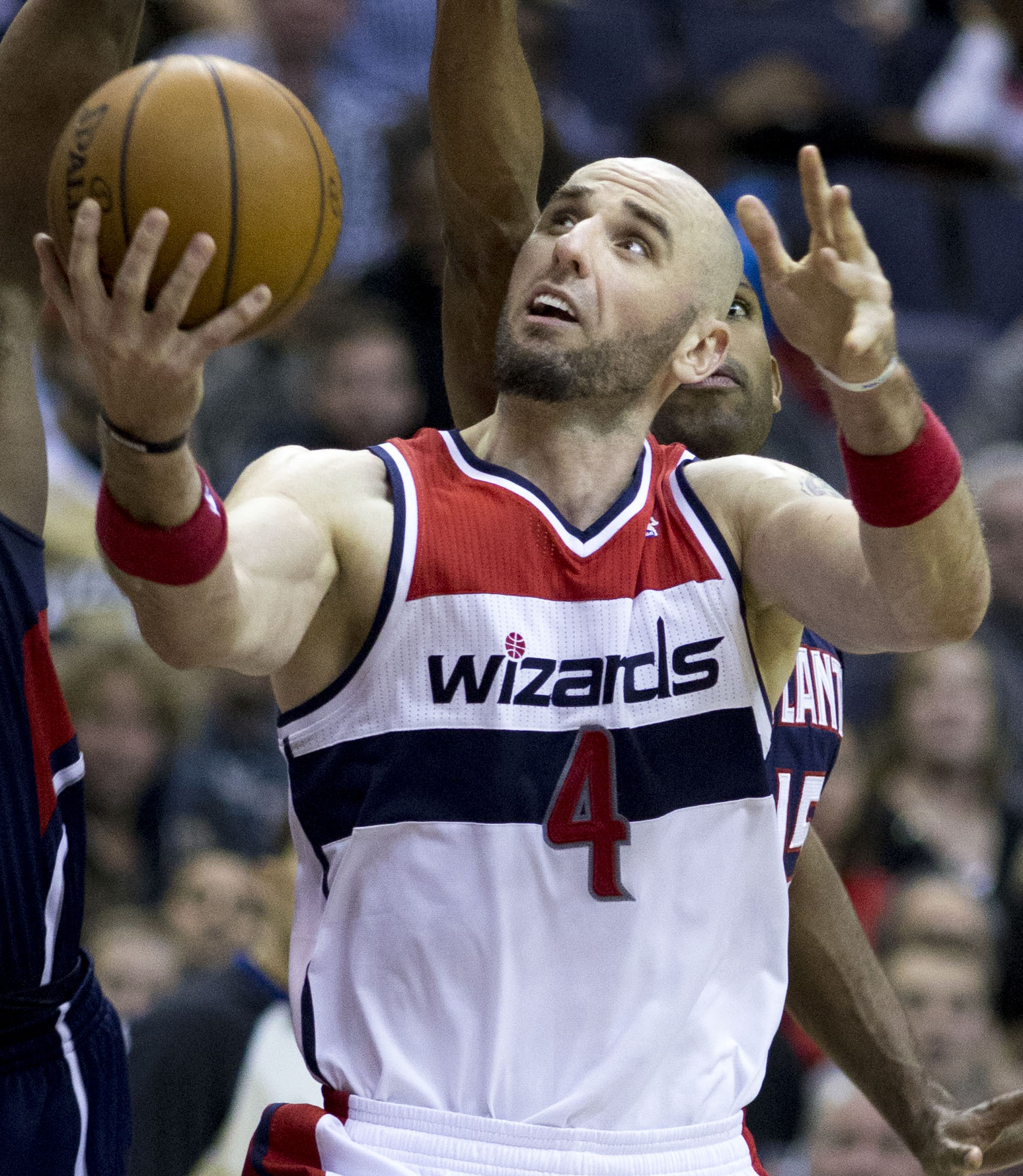
Gortat bei den Wizards (2013)

Kurz vor Start der Saison 2013/14 wechselte er mit mehreren Teamkollegen für Emeka Okafor zu den Washington Wizards. Am 27. Februar 2014 gelang Gortat beim 134:129-Sieg seiner Wizards über die Toronto Raptors mit 31 Punkten ein Karriererekord. Er erreichte mit den Wizards in seiner ersten Saison auch die Playoffs. Nachdem Washington in der ersten Runde die Chicago Bulls ausschalten konnte, traf die Mannschaft in der zweiten Runde auf die Indiana Pacers. Gortat legte im fünften Spiel mit 31 Punkten und 16 Rebounds jeweils Playoffsbestwerte auf. Damit war er der erste Wizard seit Moses Malone 1987, der 30 Punkte und 15 Rebounds in einem Playoffspiel erzielte. Obwohl das Spiel gewonnen wurde, unterlagen die Wizards den Pacers später in der Serie mit 2:4 und schieden aus den Playoffs aus.
Nach dem Saisonende verlängerte Gortat seinen Vertrag bei den Wizards für 60 Millionen US-Dollar um 5 Jahre. In der Woche vom 21. bis 27. Dezember 2015 wurde Gortat zum Eastern Conference Player of the Week gewählt.

### Los Angeles Clippers (2018 bis 2019)
Im Sommer 2018 wurde Gortat für Austin Rivers zu den Los Angeles Clippers transferiert. Für diese startete er in 43 von 47 Spielen und kam im Schnitt auf 16 Minuten Einsatzzeit pro Spiel, wobei er 5,0 Punkte und 5,6 Rebounds erzielte. Im Februar 2019 wurde Gortat von den Clippers entlassen und erklärte ein Jahr später seinen Rücktritt.

## Nationalmannschaft
Gortat nahm mit Polen an der Basketball-Europameisterschaft 2009 im eigenen Land teil. Ebenso qualifizierte er sich mit Polen für die Basketball-Europameisterschaft 2013 in Slowenien und die Basketball-Europameisterschaft 2015. Im Jahr 2015 erklärte Gortat seine Nationalmannschaftskarriere für beendet.

## Sonstiges
Seit Juli 2010 ist Gortat Mitbesitzer seines Heimatvereins ŁKS Łódź.

## NBA-Statistiken

### Regular Season
| Saison  | Team            | GP  | GS  | MPG  | FG % | 3P %  | FT % | RPG  | APG | SPG | BPG | PPG  |
| ------- | --------------- | --- | --- | ---- | ---- | ----- | ---- | ---- | --- | --- | --- | ---- |
| 2007–08 | Orlando         | 6   | 0   | 6.8  | .471 | .000  | .667 | 2.7  | .3  | .2  | .2  | 3.0  |
| 2008–09 | Orlando         | 63  | 3   | 12.6 | .569 | 1.000 | .578 | 4.6  | .2  | .2  | .8  | 3.8  |
| 2009–10 | Orlando         | 81  | 0   | 13.4 | .533 | .0    | .680 | 4.2  | .7  | .3  | .9  | 3.6  |
| 2010–11 | Orlando/Phoenix | 80  | 14  | 25.4 | .561 | .250  | .731 | 7.9  | 1.0 | .5  | 1.3 | 10.2 |
| 2011–12 | Phoenix         | 66  | 66  | 32.0 | .555 | .0    | .649 | 10.0 | .9  | .7  | 1.5 | 15.4 |
| 2012–13 | Phoenix         | 61  | 61  | 30.8 | .521 | .0    | .652 | 8.5  | 1.2 | .7  | 1.6 | 11.1 |
| 2013–14 | Washington      | 81  | 80  | 32.8 | .542 | 1.000 | .686 | 9.5  | 1.7 | .5  | 1.5 | 13.2 |
| 2014–15 | Washington      | 82  | 82  | 29.9 | .566 | .000  | .703 | 8.7  | 1.2 | .6  | 1.3 | 12.2 |
| 2015–16 | Washington      | 75  | 74  | 30.1 | .567 | .000  | .705 | 9.9  | 1.4 | .6  | 1.3 | 13.5 |
| 2016–17 | Washington      | 82  | 82  | 31.2 | .579 | .000  | .648 | 10.3 | 1.5 | .5  | 0.7 | 10.8 |
| 2017–18 | Washington      | 82  | 82  | 25.3 | .518 | –     | .675 | 7.6  | 1.8 | .5  | .7  | 8.4  |
| 2018–19 | LA Clippers     | 47  | 43  | 16.0 | .532 | .000  | .729 | 5.6  | 1.4 | .1  | .5  | 5.0  |
| Gesamt  |                 | 806 | 587 | 25.7 | .551 | .150  | .680 | 8.0  | 1.1 | .5  | 1.1 | 9.9  |

### Playoffs
| Saison  | Team       | GP | GS | MPG  | FG % | 3P % | FT % | RPG  | APG | SPG | BPG | PPG  |
| ------- | ---------- | -- | -- | ---- | ---- | ---- | ---- | ---- | --- | --- | --- | ---- |
| 2007–08 | Orlando    | 8  | 0  | 6.0  | .833 | .000 | .000 | 1.0  | .0  | .0  | .5  | 1.3  |
| 2008–09 | Orlando    | 24 | 1  | 11.3 | .654 | .000 | .625 | 3.2  | .1  | .4  | .6  | 3.3  |
| 2009–10 | Orlando    | 14 | 0  | 15.1 | .654 | .000 | .727 | 4.4  | .6  | .2  | .3  | 3.0  |
| 2013–14 | Washington | 11 | 11 | 34.7 | .429 | .000 | .659 | 9.9  | 1.5 | .5  | 1.4 | 13.0 |
| 2014–15 | Washington | 10 | 10 | 30.7 | .628 | .000 | .667 | 8.8  | 2.2 | .6  | 1.1 | 12.4 |
| 2016–17 | Washington | 13 | 13 | 31.5 | .505 | –    | .611 | 11.0 | 1.8 | .4  | 1.5 | 8.1  |
| 2017–18 | Washington | 6  | 6  | 26.7 | .558 | –    | .571 | 6.3  | 1.0 | .0  | .3  | 8.7  |
| Gesamt  |            | 86 | 41 | 20.8 | .564 | –    | .650 | 6.1  | .9  | .3  | .8  | 6.4  |